# Peripheral Heart Action
Il Peripheral Heart Action (PHA), tradotto letteralmente come azione periferica del cuore, e in origine noto anche con il nome alternativo di Sequence System, è un tipo di allenamento coi pesi (resistance training) in modalità circuit training (CT). Per la precisione, il PHA è un circuit training che, a differenza delle varianti tradizionali, prevede di stimolare consecutivamente senza pausa gruppi muscolari più possibile distanti tra loro (alternanza tra parte superiore e inferiore), per facilitare la circolazione e intensificare ulteriormente il lavoro cardiovascolare.
Esiste un'ulteriore variante del PHA applicata in un contesto cardio-fitness, il Cardio-PHA, che combina quest'ultimo con l'Aerobic Circuit Training (ACT, o Super Circuit Training, SCT), integrando delle stazioni aerobiche all'interno del circuito. Il Cardio-PHA è quindi una variante del ACT, il quale unisce l'allenamento coi pesi all'allenamento cardiovascolare (cardiofitness), con il fine di produrre ulteriori miglioramenti sia sotto il profilo della forza e massa muscolare, che sulla capacità cardiovascolare.

## Caratteristiche

### PHA classico
Il metodo Peripheral Heart Action è uno stile di Circuit training (CT) sviluppato negli anni cinquanta dal Dott. Arthur H. Steinhaus che, invece di impostare una sequenza di esercizi consecutivi per gruppi muscolari vicini tra loro, i diversi esercizi eseguiti consecutivamente stimolano distretti corporei il più possibile distanti tra loro (ad esempio cosce/deltoidi o polpacci/pettorali), in generale alternando l'attività della parte superiore con quella inferiore del corpo o viceversa. Tale allenamento va a reclutare tutti i gruppi muscolari del corpo in un'unica seduta (allenamento total body). Questo stile combina i principi circolatori del fitness con lo sviluppo muscolare tipico dell'allenamento con sovraccarichi. Il suo obiettivo è quello di favorire il flusso sanguigno tramite tutto il corpo durante l'intera durata della sessione di allenamento.
Poiché un modo per migliorare la forma fisica è attraverso uno sforzo continuo sul cuore e sui polmoni al loro limite teorico (FCmax e VO2max), l'allenamento PHA cerca di raggiungere entrambi questi benefici in un arco di tempo più breve attraverso l'utilizzo di una sequenza di esercizi che si alternano tra i muscoli della parte superiore e inferiore del corpo durante ogni esercizio. I piccoli muscoli intorno al cuore sono i primi ad essere coinvolti, seguiti dai muscoli più grandi verso le zone periferiche del corpo. Sebbene la struttura di base di un allenamento PHA sia essenzialmente quella del circuit training, vi è una differenza di approccio fondamentale. Nel PHA, gli esercizi sono selezionati per consentire all'esecutore di pompare il sangue alle estremità estreme del corpo, favorendo la circolazione generale e cercando di ridurre l'accumulo locale di acido lattico. Infatti questo metodo riduce la possibilità che si venga a creare un accumulo di acido lattico localizzato nei muscoli sollecitati, diversamente dal normale esercizio con i pesi, che crea per caratteristica un affaticamento muscolare indotto dall'accumulo di questo metabolita.
Un tipico allenamento PHA prevede una serie di esercizi che colpiscono la parte superiore e inferiore, con l'intenzione di alternare un esercizio per la parte superiore del tronco e uno per gli arti inferiori, o per lo meno non nella stessa area coinvolta nel precedente esercizio. Un tipico allenamento PHA utilizza 5-6 esercizi differenti eseguiti consecutivamente per 5-6 cicli, con un aumento del carico ad ogni ciclo. Ogni esercizio dovrebbe essere eseguito per un numero di ripetizioni compreso tra 8 e 20, passando rapidamente da un esercizio all'altro, e riposando il minimo tempo necessario per riuscire a svolgere l'esercizio successivo aumentando progressivamente la difficoltà. Nessuna serie viene portata al cedimento muscolare (RM) e l'ultimo ciclo dovrebbe risultare particolarmente duro da eseguire a causa dell'affaticamento cumulativo. Questo allenamento dovrebbe durare circa 35-45 minuti, a seconda del livello di forma fisica e delle pause tra le serie, se presenti.
In sintesi il PHA permette di ottenere benefici:
- lavorando ad un'alta frequenza cardiaca in relazione alla frequenza cardiaca massima (FCmax). Questo viene generalmente permesso dallo stimolo cardiorespiratorio;
- incorporando l'allenamento coi pesi al programma. Sebbene questo approccio porti ad un dispendio energetico inferiore rispetto all'allenamento aerobico, contrariamente a quest'ultimo il PHA permette di aumentare la sintesi proteica e la massa muscolare. Una maggiorazione della massa muscolare può permettere di ossidare grassi in maniera più efficiente;
- permette di migliorere la composizione corporea;

### Cardio-PHA
In anni più recenti, il PHA è stato rielaborato da alcuni autori e professionisti del fitness sul territorio nazionale, introducendo delle caratteristiche proprie dell'Aerobic Circuit Training (o Super Circuit Training), protocollo che alterna diverse serie tipiche dell'esercizio con i pesi in super set, tri set, o set giganti (cioè senza pausa tra loro, o con pause molto brevi), intervallati da brevi fasi di recupero attivo sulle macchine aerobiche. Diversamente dal protocollo tradizionale, il PHA aerobico, che è stato da alcuni denominato come Cardio-PHA, combina gli esercizi tipici dell'allenamento con i pesi a circuito con il tradizionale allenamento aerobico cardiovascolare, con il fine di produrre ulteriori miglioramenti sotto il profilo della capacità cardiovascolare aerobica. Si tratta quindi di un allenamento che combina i principi del PHA classico e del Aerobic Circuit Training, esaltando i concetti di lavoro cardiovascolare e di flusso sanguigno in un contesto cardiofitness, grazie alla richiesta di una notevole e più intensa attività di pompaggio e ridistribuzione del flusso ematico da distretti corporei diversi situati in zone del corpo molto distanti tra loro. Gli esercizi isotonici o con sovraccarichi vengono eseguiti di norma con alte ripetizioni e bassa intensità (<60% 1-RM, ovvero 20-RM o più), mentre le stazioni aerobiche seguono una durata media di 5 minuti, ma questi parametri possono essere variati a seconda delle esigenze a dal grado di allenamento del soggetto. Questo provoca un'azione periferica del cuore, un grande effetto circolatorio, l'esaltazione dei processi respiratori, e una buona tonificazione muscolare.
I benefici ottenuti con il sistema Cardio-PHA sarebbero analoghi a quelli riscontrabili con l’Aerobic Circuit Training (ACT) classico e con il PHA classico, come un miglioramento della capacità cardiovascolare, una riduzione della massa grassa, e un aumento della massa magra, con la differenza che per caratteristica permetterebbe un miglioramento della prestazione cardiovascolare maggiore rispetto a questi ultimi protocolli. Queste considerazioni sono comunque da confermare, data l'irreperibilità di ricerche scientifiche che ne testino l'effettiva validità, o perlomeno ne confermino la superiorità in termini di risultati rispetto ad altri protocolli.
Secondo alcuni autori, il Cardio-PHA si presenta particolarmente interessante per le donne con problemi circolatori o cellulite a livello degli arti inferiori, poiché consentirebbe un rapido afflusso di sangue verso le regioni alte del corpo, impedendo il ristagno sanguigno di acido lattico, tossine e cataboliti in queste zone. Altri ancora lo suggeriscono come sostituzione alle modalità tradizionali con i pesi (3 x 10) per i soggetti che appartengono al fenotipo ginoide (costituzione tipicamente femminile), il quale presenta caratteristiche di accumulo di grasso nelle zone inferiori, e per il quale l'acido lattico, accumulato in risposta agli sforzi anaerobici localizzati nella zona glutea e negli arti inferiori prodotto dalle normali metodiche con sovraccarichi, potrebbe aggravare lo stato di ritenzione idrica e la cellulite a cui questo modello costituzionale è naturalmente predisposto. Il PHA e il Cardio-PHA, grazie al loro effetto di continuo pompaggio di sangue attraverso zone molto distanti tra loro, favorisce il ritorno venoso e impedisce il ristagno nelle zone inferiori, spesso riscontrabile, oltre che nel sesso femminile, soprattutto nel fenotipo ginoide.

## Riscontri scientifici
Pur essendo stato trattato in alcune riviste scientifiche, il metodo Peripheral Heart Action non sembra essere mai stato testato in alcuna ricerca scientifica prima del 2015. Si può presumere che i miglioramenti indotti da tale metodologia siano perlomeno paragonabili a quelli riscontrati con il normale circuit training, una modalità di allenamento effettivamente basata perlopiù sugli stessi principi. Sebbene sia stato frequentemente promosso come un protocollo potenzialmente superiore agli allenamenti coi pesi tradizionali o al normale circuit training per alcuni scopi, anche queste conclusioni effettivamente mancano di conferme scientifiche.
Alcune ricerche datate (Asmussen e Mazin, 1978) constatarono che quando un'attività "alternativa" - ad esempio un'attività leggera dedicata ad un'altra parte corporea - veniva svolta tra le pause dell'esercizio per il muscolo principale, l'emissione della forza veniva mantenuta ad un maggiore livello rispetto a quando questa attività leggera non veniva praticata. Questo beneficio è stato attribuito ad una sorta di "distrazione" del sistema nervoso, permettendo un recupero più rapido. Tale strategia, legata alla componente neurale dell'affaticamento, porterebbe quindi ad una maggiore efficienza del sistema nervoso, incidendo positivamente sull'espressione della forza durante le serie. Questi dati hanno portato alcuni autori a suggerire che alternando esercizi per diverse parti corporee (come una serie per le cosce seguita da una per il petto) permetta un maggiore recupero neurale grazie ad un'attività "alternativa" a quella dedicata allo stesso gruppo muscolare. Tale strategia caratterizza il metodo PHA, che almeno nella componente neurale della forza e della prestazione potrebbe presentare in questo senso dei vantaggi rispetto ad un programma tradizionale. Tale caratteristica non è presente tuttavia solo nei protocolli PHA, ma in generale nei circuit traning o negli allenamenti total body.
Il primo studio sul PHA pubblicato da una rivista peer review è stato condotto da un gruppo di ricercatori italiani nel 2015. Piras et al. paragonarono un classico circuito PHA ad un High Intensity Interval Training (HIIT) su cicloergometro valutando il loro impatto su diversi parametri come la forza muscolare, il battito cardiaco e la sensibilità dei barocettori. Dopo 30 sessioni di allenamento in 3 mesi, il protocollo PHA ha promosso degli adattamenti cardiovascolari con un decremento della potenza della componente spettrale dell'attività simpatica vascolare, e un aumento nella modulazione vagale. Più precisamente il PHA ha permesso di migliorare la pressione ematica e i guadagni di forza più del HIIT su cicloergometro. Se i migliori guadagni di forza da parte del gruppo PHA sono scontati dato l'uso di sovraccarichi, meno prevedibile potrebbe essere stato un maggiore miglioramento della pressione ematica.

## L'origine del metodo
Il sistema Peripheral Heart Action venne in origine sviluppato negli anni cinquanta dal Dott. Arthur H. Steinhaus, ma dovettero passare quasi dieci anni prima che venisse promosso e diffuso nella seconda metà degli anni sessanta da un giovane culturista americano dal nome di Bob Gajda, vincitore del titolo di AAU Mr. America del 1966. Gajda sviluppò il suo fisico ignorando gli stili di allenamento culturistico dominanti basati su split routine, alti volumi e un grande pompaggio muscolare, focalizzandosi su questo stile a circuito in modalità total-body, in cui veniva richiamato il sangue da una parte all'altra del corpo. Il PHA venne alla luce tramite una serie di articoli da lui scritti sul periodico Iron Man in quegli anni, intitolati come "The PHA or Sequence Revolution", "Bob Gajda, Mr. USA and His Amazing Sequence System of Training", e "The Philosophy of Sequence Training". In questi scritti egli spiegava che il PHA poneva una particolare enfasi sulla continua circolazione sanguigna, e sul fatto che non si doveva congestionare la circolazione in un'unica area o in un unico gruppo muscolare tramite l'allenamento coi pesi, ma piuttosto richiamarla dentro e fuori da diversi gruppi muscolari per tutta la durata dell'allenamento. In opposizione al metodo tradizionale che vedeva l'impostazione di un programma che colpisse un gruppo muscolare con diversi set consecutivi, Gajda esaltò il concetto del circolo sanguigno attraverso tutta la muscolatura del corpo. Gajda citò come mentore il professor Arthur H. Steinhaus per averlo influenzato in maniera importante sull'elaborazione della teoria del PHA. Steinhaus era uno dei fondatori del American College of Sports Medicine (ACSM). Gajda fu naturalmente il primo a proporre ed applicare il metodo, ma fu Arthur Jones (il creatore del metodo High Intensity Training) che lo rese più popolare diffondendolo all'interno del corpo militare statunitense.
(ritaglio di un articolo di Bob Gajda)
(Peary Rader, fondatore di Iron Man, sull'edizione del marzo 1967)

### Secondo Bob Gajda
Ho citato i miei mentori. Si inizia con William Harvey sul PHA, e poi con Arthur Steinhaus. Ero uno studente di Steinhaus così utilizzai il PHA, ma presi il principio - una legge di fisiologia o un dato di fatto - il quale sostiene che senza PHA (allenamento) non ci sarebbe stato ritorno venoso. Ma secondariamente a questo si avrebbe un ritorno linfatico.
Quando i ragazzi si pompano sono congestionati dal fluido, non è solo sangue venoso, è fluido. Quindi questo è ciò che ritarda il processo di ritorno, dunque la mia idea era quella di farlo muovere spostando qualcos'altro e di sfruttare un'azione di pompaggio circolatorio aggiuntiva - il PHA. Così diventa un concetto; l'abbiamo applicata come regola per il recupero muscolare.
Quindi la mia idea è quella di lavorare il muscolo di nuovo, ma di farlo più leggermente. Questa è l'idea, un pompaggio più leggero che favorisce il recupero, invece di basarsi sulle droghe. È un fattore che si utilizza presente nel corpo. C'è stato un tempo in cui la gente rimaneva a letto per giorni. Oggi subito dopo l'operazione sono in movimento. Perché sono in movimento? Questo è il PHA: circolazione, guarigione. Quindi, con i culturisti o i sollevatori di forza bisogna facilitare quel recupero in modo da non avere la necessità di guarire.
Lei parla della congestione dei fluidi connessi con l'allenamento coi pesi e il pompaggio. Cosa abbiamo a che fare coi fluidi nello specifico?
Bisogna considerare il fluido linfatico, il liquido sinoviale (che lubrifica e protegge le articolazioni); è possibile esaminare tutti i fluidi del corpo. Supponiamo che il nostro corpo sia composto per circa l'80 % da liquido: questa è una combinazione di plasma, che è il fluido interstiziale tissutale.
Tutti questi liquidi vengono generalmente raggruppati nel liquido interstiziale in modo che quando si parla di liquido dei tessuti interstiziali, una parte di esso è sangue arterioso ricco di ossigeno, un'altra parte è il sangue venoso carico di scorie o che si libera di CO2 (anidride carbonica, un prodotto di scarto contenuto nel sangue ed eliminato attraverso il ritorno venoso). Ecco, questo è il trasporto che avviene. E poi c'è il fluido linfatico, che lubrifica le fibre muscolari; per questo abbiamo il riscaldamento.
Ci si riscalda gradualmente e si reclutano più fibre durante il lavoro, e poi ci si allena per la forza e si reclutano tutte le fibre. Ecco, questa è l'idea, si tenta di sovraccaricare il sistema muscolare, ma con tutti questi diversi tipi di periodi di riposo. Perché non ci si siede e si parla dopo ogni set di panca pesante, ma si eseguono altri esercizi più leggeri.
Per migliorare la circolazione.
Giusto! Per portarla fuori della zona, non lasciandola all'interno [della stessa area]. È l'opposto di [del sistema] Weider. Weider la usa per congestionare. A volte la gente legge il mio giornale (sul PHA) e riceve il messaggio di lavorare nella direzione opposta.
Ecco il punto: se si sta, per esempio, cercando di lavorare i flessori del gomito - intendo il bicipite e il brachiale - veramente pesante, si desidera lavorare i tricipiti, non per pomparli, ma per ripristinare le fibre, che sono sempre troppo contrattili.
La forza viene rendendoli più brevi. Così si va subito al contrario. Non superset. Il superset è quando si eseguono bicipiti/tricipiti, bicipiti/tricipiti e così via, o flessione/estensione, flessione/estensione. Ma questo è il pompaggio. L'idea in questo caso è di usare un altro per ripristinarlo poi rivolgersi ad altri muscoli per favorire il recupero muscolare. Ecco che arriva il fluido, il tono. L'ipertono che si ottiene dai crampi connessi con l'esercizio pesante viene restaurato e recuperato. Pensate a questo genere di cose. Un ristoro in virtù del fatto che si sta lavorando al contrario. Non perché si vuole pompare di più e poi farlo di nuovo. È perché si vuole recuperare quella zona in modo da poter tornare più forti. Ho dimostrato questo nella mia ricerca e l'ho riportato nel mio articolo.
Così si enfatizza prendendo di mira un'altra parte del corpo, dopo aver allenato un gruppo muscolare più grande?
Assolutamente, principio che bene si adatta in una routine PHA, quindi è l'ideale per questo scopo: è un formato, è un sistema in cui si mette in pratica. Hai appena fatto uno squat pesante, quindi che cosa vuoi fare? Fai qualcosa di leggero per le caviglie o per i polsi: qualcosa per mantenere il liquido in circolo, non mantenendolo ancora nella zona, ma pompandolo fuori. Il fluido linfatico è totalmente dipendente dall'azione periferica del cuore; quelle piccole pompe muscolari. Se si sta in piedi tutto il giorno, le gambe si gonfiano. Quindi, che cosa fate? Decongestionate le gambe.
Nel bodybuilding moderno vogliono congestionare. A mio modo di pensare, si vuole decongestionare. Non si vuole infiammare, non si vuole gonfiare un'area. Il tipico segno dell'infiammazione è la percezione di calore. I bodybuilder lo chiamano "burn". Se si sente il calore e gonfiore è il momento di fermarsi. Questo è il loro riferimento: quando brucia, stop. Andate a fare qualcosa di diverso, per poi tornare e farlo di nuovo. Non solo continuare a stimolare, ma farlo in modo leggero per portare fuori il liquido. Questa è la chiave. E i risultati vengono con essa. Questo è il modo migliore per perdere grasso e fare tutto. Come disse Perry Rader [fondatore dell'Iron Magazine]: è il modo migliore per fare tutto.»
(Parte di un'intervista a Bob Gajda su bodybuilding.com)

## Esempi di allenamento PHA
PHA classico 1:
- Military press 10-12 rip.
- Squat 10-12 rip.
- Lat machine 10-12 rip.
- Standing calf machine 10-12 rip.
- Push-up 10-12 rip.
- Crunch 10-12 rip.

Il tutto ripetuto per 5 volte senza pause
PHA classico 2:
- Distensioni panca piana 10-12 rip.
- Squat 10-12 rip.
- Low row 10-12 rip.
- Leg press 10-12 rip.
- Shoulder press manubri 10-12 rip.

Il tutto ripetuto per 5 volte senza pause
Cardio-PHA 1:
- Bike 5'
- Leg press/Squat 12-15 rip.
- Distensioni panca piana man. 12-15 rip.
- Crunch 15-20 rip.
- Treadmill 5'
- Affondi sagittali 12 rip.
- Lat machine 12-15 rip.
- Crunch inverso 15-20 rip.
- Stepper 5'
- Standing calf machine 12-15 rip.
- Shoulder press manubri 10-12 rip.
- Hpx 15-20 rip.
- Bike orizzontale 5'

Cardio-PHA 2:
- Bike 10'
- Leg extension 15-20 rip.
- Alzate laterali 15-20 rip.
- Stepper 5'
- Leg curl 15-20 rip.
- Lat machine 15-20 rip.
- Elliptical trainer 5'
- Seated calf machine 15-20 rip.
- Curl manubri 15-20 rip.
- Treadmill 5'
- Step up 15-20 rip.
- Chest press 15-20 rip.
- Stepper 5'
- Crunch 15-20 rip.
- Push down 15-20 rip.

Sarà possibile apportare le adeguate modifiche ad un protocollo di allenamento PHA:
- introducendo nuove attrezzature isotoniche, o macchine cardio (nel Cardio-PHA);
- aumentando il numero dei circuiti;
- aumentando la durata o il numero degli esercizi con sovraccarichi;
- aumentando l'intensità degli esercizi con sovraccarichi;
- aumentando la durata della permanenza sulla stazione aerobica (nel Cardio-PHA);
- aumentando l'intensità sulla stazione aerobica (nel Cardio-PHA);

## Altri metodi diresistance training
- Circuit Training (CT)
- High Intensity Training (HIT)/Heavy duty (HD)
- High Volume Training (HVT)
- Position of flexion (POF)
- German Body Composition (GBC)
- German Volume Training (GVT)
- Hypertrophy-Specific Training (HST)
- Paired set training
- Power factor training
- Static contraction training
- Body contact
- Fascial Stretch Training (FST-7)
- Zone training
- Metabolic resistance training (MRT)
- Breve intenso infrequente organizzato (BIIO)

## Altri metodi cardiofitness
- Steady State Training (SST)
- Power Aerobic Circuit (PAC)
- High Intensity Interval Training (HIIT)
- Tabata Training (o Guerrilla cardio)
- Spot reduction (SR)
- Cardio Fit Training (CFT)
- Stubborn Fat Protocol (SFP)
- Aerobica Tonificazione Aerobica (ATA)
- Step-Wise Interval Training
- Fartlek